# Mueang Chaiyaphum (huyện)
Mueang Chaiyaphum (tiếng Thái: เมืองชัยภูมิ) là huyện thủ phủ (Amphoe Mueang) thuộc tỉnh Chaiyaphum, đông bắc Thái Lan.

## Địa lý
Các huyện giáp ranh (từ phía bắc theo chiều kim đồng hồ) là Kaset Sombun, Kaeng Khro và Khon Sawan thuộc tỉnh Chaiyaphum, Kaeng Sanam Nang và Ban Lueam của tỉnh Nakhon Ratchasima, và Noen Sa-nga, Ban Khwao và Nong Bua Daeng.
Các vườn quốc gia Phu Lankha và Tat Ton nằm ở Mueang Chaiyaphum.

## Hành chính
Huyện này được chia thành 19 phó huyện (tambon), các đơn vị này lại được chia thành 216 làng (muban). Chaiyaphum itself has town (thesaban mueang) status, và nằm trên lãnh thổ của toàn bộ tambon Nai Mueang. Ban Khai có thị trấn (thesaban tambon) nằm trên một phần lãnh thổ của the tambon Ban Khai.
| 1.  | Nai Mueang    | ในเมือง    |  |
| 2.  | Rop Mueang    | รอบเมือง   |  |
| 3.  | Phon Thong    | โพนทอง    |  |
| 4.  | Na Fai        | นาฝาย     |  |
| 5.  | Ban Khai      | บ้านค่าย    |  |
| 6.  | Kut Tum       | กุดตุ้ม      |  |
| 7.  | Chi Long      | ชีลอง      |  |
| 8.  | Ban Lao       | บ้านเล่า    |  |
| 9.  | Na Siao       | นาเสียว    |  |
| 10. | Nong Na Saeng | หนองนาแซง |  |
| 11. | Lat Yai       | ลาดใหญ่    |  |
| 12. | Nong Phai     | หนองไผ่    |  |
| 13. | Tha Hin Ngom  | ท่าหินโงม   |  |
| 14. | Huai Ton      | ห้วยต้อน    |  |
| 15. | Huai Bong     | ห้วยบง     |  |
| 16. | Non Samran    | โนนสำราญ  |  |
| 17. | Khok Sung     | โคกสูง     |  |
| 18. | Bung Khla     | บุ่งคล้า     |  |
| 19. | Sap Si Thong  | ซับสีทอง    |  |